# Ty est...
Ty est... (russisk: Ты есть…) er en russisk-fransk spillefilm fra 1993 af Vladimir Makeranets.

## Medvirkende
- Anna Kamenkova som Anna
- Vadim Ljubsjin som Oleg
- Inga Ilm som Ira
- Regimantas Adomaitis som Versjinin
- Tatjana Ljutaeva som Julija Petrakova